# Legionella maioricensis
Espèce
Legionella maioricensis est une espèce de bactéries gram-négatives de la famille des Legionellaceae.

## Taxonomie
Le nom correct complet (avec auteur) de ce taxon est Legionella maioricensis Crespi et al. 2023. Il a été validé la même année et publié dans IJSEM.
La souche type de cette espèce est la souche HCPI-6 déposée dans des banques de cultures bactériennes sous les numéros CCUG 75071 et CECT 30569.

### Étymologie
L'étymologie du nom de cette espèce est la suivante : mai.or.i.cen’sis. M.L. masc./fem. adj. maioricensis, appartenant à Mayorque, où la souche type de cette espèce a été isolée.